# Чиндвалль, Никлас
Бенгт Никлас Чиндвалль (швед. Bengt Niclas Kindvall; род. 19 февраля 1967, Роттердам, Южная Голландия) — бывший шведский футболист, нападающий известный по выступлениям за клубы «Норрчёпинг», «Мальмё», АИК и сборную Швеции.
Никлас сын известного футболиста Уве Чиндвалля и брат футболистки Тины Чиндвалль.

## Клубная карьера
Чиндвалль начал карьеру в клубе АИК. 1 мая 1987 года он дебютировал в Алсвенскан лиге. В конце сезона Никлас забил два важных гола, что помогло клубу избежать вылета. В 1988 году игрок помог клубу выиграть Кубок Интертото. В 1991 году Чиндвалль подписал контракт с «Норрчёпингом». В своём дебютном сезоне ему мешали травмы и он не смог полноценно помочь клубу в борьбе с «Гётеборгом» за чемпионство. В 1994 году Никлас забил 23 гола и стал лучшим бомбардиром чемпионата, а также помог команде завоевать Кубок Интертото. В начале 1995 года Чиндвалль перешёл в немецкий «Гамбург». 18 февраля в матче против «Штутгарта» он дебютировал в немецкой Бундеслиге. 24 февраля в поединке против «Байер 04» Никлас забил свой первый гол за «Гамбург». В 1997 году Чиндвалль вернулся в Швецию, подписав контракт с «Мальмё». В 2000 году Николас принял решение о завершении карьеры.

## Международная карьера
26 января 1992 года в товарищеском матче против сборной Австралии Чиндвалль дебютировал за сборную Швеции.

## Достижения
Клубные
 АИК
- Обладатель Кубка Интертото (1): 1988

 «Норрчёпинг»
- Обладатель Кубка Интертото (1): 1994

Индивидуальные
- Лучший бомбардир Аллсвенскан лиги (23 гола) — 1994